# Anton Gill
Anton Egbert Gill (* 22. Oktober 1948 in Ilford, Essex; heute London) ist ein britischer Autor. Er lebt in London und Paris. Für die Bücher, die sich an das Videospiel Assassin’s Creed anlehnen, tritt er unter dem Pseudonym Oliver Bowden auf. Weitere Pseudonyme sind Antony Cutler und Ray Evans.

## Leben
Anton Gill wuchs als Sohn eines deutschen Vaters und einer britischen Mutter in London auf. Seine Eltern starben beide 1995. Seine Mutter war Lehrerin für die Fächer Englisch, Russisch und Theater, sein Vater war Ingenieur. Seine frühe Kindheit verbrachte er in Bamberg.
Im Alter von 12 bis 18 Jahren besuchte er die Chigwell School im Distrikt Epping Forest. Hier wurde der Grundstein für seine Theaterleidenschaft gelegt. Mit 19 Jahren ging er dann an die University of Cambridge und vertiefte sein Wissen in der Theaterkunst. Er studierte Englische Literatur mit Deutsch und Französisch als Nebenfächern. 1970 schloss Gill seine Zeit an der Universität nicht nur in seinen Studienfächern, sondern auch als Präsident des Cambridge University Footlights Dramatic Club ab.
Von 1970 bis 1976 arbeitete er als Assistent des Direktors am Royal Court Theatre in London und schrieb verschiedene Stücke. In dieser Zeit arbeitete er unter anderem mit dem Theaterregisseuren Lindsay Anderson und Anthony Page sowie den Schriftstellern Samuel Beckett und Athol Fugard zusammen.
In der Zeit von 1976 bis 1978 war er Theaterdirektor am Arts Concil of Great Britain. In dieser Zeit verfasste er außerdem verschiedene Radiobeiträge für das BBC. In dieser Zeit schrieb er seine erste Biographie über Alexander Pope „The Spider’s Touch“.
1981 und 1982 arbeitete er für den Norddeutschen Rundfunk in Hamburg. 1982 lernte er seine erste Frau Nicola Browne in Ägypten kennen. Die Ehe blieb kinderlos und endete 1998. Er arbeitete bis 1984 als freier Schreiber und Journalist für verschiedene Rundfunk- und Fernsehanstalten.
Im Mai 1984 verschrieb er sich dann ganz dem Schreiben. Er beschäftigte sich ausgiebig mit der zeitgenössischen europäischen Geschichte. Dabei entstand sein erstes Werk, das im antiken Äqypten spielt: „Martin Allen is Missing“, und er arbeitete an einer Serie von Thrillern. An seiner Arbeit liebt er besonders die Gespräche mit Zeitgenossen und lässt sich für seine Bücher inspirieren. In den Folgejahren reiste Anton Gill viel durch die Welt und ließ sich durch verschiedene Kulturen anregen. In dieser Zeit entstanden unterschiedliche Bücher, die alle von seinen Reisen geprägt sind.
2005 heiratete Anton Gill seine zweite Frau, die Schauspielerin Marji Campi. Seit dieser Zeit verbringt er immer mehr Zeit in Frankreich. Das Land fasziniert ihn seit seinem ersten Besuch 1967. Seitdem schreibt er gelegentlich für das SKI MAGAZIN, für die Zeitschrift Woman oder auch Country Living. Anton Gill ist Mitglied bei Greenpeace.
Anton Gill schreibt hauptsächlich Sachbücher, wie das 2010 erschienene Buch über die Titanic „Titanic: The Real Story of The Construction of The World’s Most Famous Ship“. Außerdem veröffentlichte er unter dem Pseudonym Oliver Bowden die erfolgreichen Romane zum Videospiel Assassin’s Creed.

## Preise
1988 erhielt er den Harold Hyam Wingate Award in der Kategorie non-fiction für seine Studie über Überlebende des Nazi Konzentrationslagers „The Journey Back From Hell“.

## Werke (Auswahl)

### Als Anton Gill
Biographien
- Mad about the boy. The life and times of Boy George and Culture Club. Century Publ., London 1984, ISBN 0-7126-0983-0.
- The devil’s mariner. A life of William Dampier, Pirate and explorer. M. Joseph Publ., London 1997, ISBN 0-7181-4114-8.
- Peggy Guggenheim. The life of an art addict. Harper Collins, London 2001, ISBN 0-00-257078-5.[2]
- Il gigante. Florence, Michelangelo and the „David“, 1492–1504. Review Books, London 2002, ISBN 0-7472-3575-9.

Romane
- Schreiber Huy Reihe. Eichborn Verlag, Frankfurt/M. 1991/2015.

1. Vermächtnis des Pharao (OT: City of the Horizon). 1992, ISBN 3-8218-0264-2.
2. Tod am Nil. Roman (OT: A City of Dreams). 1993, ISBN 3-8218-0269-3.
3. Tutenchamun. Der Kampf um den Thron (OT: City of the Dead). 1995, ISBN 3-8218-0231-6.
4. Die Rache der Pharaonin. Roman. 1996, ISBN 3-8218-0244-8.
5. City of desire. 2015.
6. City of the sea. 2015.

- How to Be Oxbridge. A bluffer’s manual. Grafton Books, London 1985, ISBN 0-246-12432-6.
- The Hanging Gale. BBC Books, London 1995, ISBN 0-563-37193-5.
- The sacred scroll. Penguin Books, Harmondsworth 2012, ISBN 978-0-241-95066-1.

Hörspiele
1982: Der Mann, der Shakespeare schrieb (Science-Fiction-Hörspiel)
- - Regie: Anton Gill (NDR)[3]
  - Regie:Ferry Bauer (ORF Oberösterreich)[4]

Sachbücher
- Martin Allen is Missing. Corgi Books, London 1984, ISBN 0-552-12466-4.
- Croquet. Complete Guide. Heinemann Kingswood, London 1986, ISBN 0-434-98100-1.
- The Journey Back From Hell. Conversations with concentration camp survivors. Grafton Books, London 1988, ISBN 0-246-12897-6.
- Berlin to Bucharest. Travels in Eastern Europe just before the counter-revolutions there. Grafton Books, London 1990, ISBN 0-246-13485-2.
- A Dance Between Flames. Berlin between the two world wars. John Murray, London 1993, ISBN 0-7195-4986-8.
- Ruling Passion. Sex, Race and Empire. BBC Books, London 1995, ISBN 0-563-37091-2.
- The honourable defeat. The fight against National Socialism in Germany 1933–1945. Mandarin Books, London 1995, ISBN 0-7493-1457-5.
- zusammen mit Gary Hyland: Last talons of the eagle. Secret Nazi technology which could have changed the course of World War II. Headline Books, London 1998, ISBN 0-7472-2156-1.
- The Great Escape. The Full Dramatic Story with Contributions from Survivors and Their Families. Review Books, London 2002, ISBN 0-7553-1037-3.
- Gateway of the Gods. The Rise and Fall of Babylon. Quercus Books, London 2008.
  - Deutsch: Mythos Babylon. Die Wiege unserer Zivilisation. Verlag Gruner & Jahr/RBA, Hamburg 2010, ISBN 978-3-86690-164-3.
- Titanic. The Real Story of The Construction of The World’s Most Famous Ship. Channel4 Books, London 2010, ISBN 978-1-905026-71-5.

### Als Antony Cutler
- The city of gold. Penguin Books, Harmondsworth 2013, ISBN 978-1-4059-1081-1.
- The accursed. Piatkus Publ., London 2013, ISBN 978-0-7499-5922-7.

### Als Oliver Bowden
- Assassin’s Creed. Novel. Penguin Books, Harmondsworth 2009/2015.

1. Renaissance. 2009.
2. Brotherhood. 2010.
3. The Secret Crusade. 2010.
4. Revelations. 2011.
5. Forsaken. 2012.
6. Black Flag. 2013.
7. Unity. 2014.
8. Underworld. 2015.
9. Origins. 2017.